# Nera Redant
Nera Redant (Ninove, 13 oktober 1947) is een Vlaamse dichteres, woonachtig in Denderhoutem.

## Levensloop
Redant bracht haar kinderjaren met haar ouders en jongere broer door in Onze-Lieve-Vrouw-Lombeek, waar ze naast de molen van Onze-Lieve-Vrouw-Lombeek woonde, een locatie bekend uit de televisieserie Kapitein Zeppos. In 1954 verhuisde de familie naar Denderhoutem, het geboortedorp van haar vader. Ze reisden met paard en kar, een kar die Redant nog steeds bezit. In Denderhoutem woonde ze dicht bij haar grootmoeder en enkele familieleden, waaronder haar tante Irene, een kleuterleidster die haar inspireerde met haar toewijding aan cultuur en het vastleggen van herinneringen. 
Kort na de verhuizing werd haar tweede broer geboren. Deze overleed enkele weken later, een tragische gebeurtenis die Redant sterk bijbleef. Vijf jaar later werd haar derde broer geboren. 
Na haar lagere schooltijd en middelbare school bij de Zusters der HH. Harten in Ninove, vervolgde Redant haar opleiding aan de ‘brouwerijschool’, waar ze een ingenieursdiploma in chemie behaalde, in die tijd hoogst ongewoon voor een vrouw. In 1971 trouwde ze met Albrecht Van Vaerenbergh, haar studiegenoot, en vestigde zich uiteindelijk in Denderhoutem. Samen kregen ze twee kinderen. In 2004 overleed haar man onverwachts.
Redant behaalde naast haar ingenieursdiploma ook de diploma's 'Aggregaat', 'Veiligheidskunde' en 'Milieucoördinator'. Ze werkte veertig jaar bij de Vlaamse Maatschappij voor Watervoorziening. Sinds 1 april 2008 is ze met pensioen. 
In haar vrije tijd schrijft Redant gedichten die de realiteit weerspiegelen die, aldus haar website, dienen als verwerking van ervaringen en een ode vormen aan het leven. Ze is voorts actief in diverse verenigingen, met name in de plaatselijke Heemkundige Kring en in Okra. In 2021 was ze jurylid van de eerste Poëzieweek van de Bib in Haaltert en in 2023 werd ze door de Koninklijke Feestraad Denderhoutem gekozen tot "Turfboerin" voor het jaar 2024 van de deelgemeente Atom.  Zij was jarenlang actief lid van de tijdelijke Haaltertse gemeentelijke adviesraad "Haaltert Internationaal".

## Oeuvre (selectie)
Enkele werken van Redant die de publiciteit gehaald hebben:
- 2006: Ontmoeting op het dorpsplein, geselecteerde inzending van poëziewedstrijd bij opening vernieuwde Sint-Goriksplein, het gemeenteplein van Haaltert.[4]
- 2008: Tussen hoop en vertwijfeling, straatpoëzie gemaakt naar aanleiding van het gelijknamige beeld van Winke Besard in het Warandepark, Haaltert.[5]
- 2017: De Zwerver, ter gelegenheid van de gemeentelijke viering op 3 augustus 2017 van 20 jaar "Thuis voor een beeld", een programma van Radio 2[6]
- 2017: Poedelnaakt, voor dezelfde gelegenheid[7]
- 2018: Vredesboom, straatpoëzie bij de herdenking van 100 jaar einde wereldoorlog I, wapenstilstandsdag 11 november 2018, voorgedragen door Mw Veerle Baeyens, burgemeester[8]
- 2020: Verhuizen, straatpoëzie naar aanleiding van de dodenherdenking van 1 november 2020, kerkhof Kerksken[9]
- 2019: Terheydenpad, bij de officiële inwandeling van het Terheydenpad[10]
- 2020: Warmte, gedicht ten tijde van de coronapandemie in mededelingen Davidsfonds Denderleeuw[11]
- 2023: Mussenzele, gedicht voor de website van Minimuseum Mussenzele[12]
- 2024: Troostende omhelzing, gedicht vormgegeven door Lieze Borms op troostmuur van begraafplaats van Nieuwerkerken, Aalst[13]
- 2024: Raamgedicht voor de Atomse rommelmarkt van Haaltert[14][15]